# Метод суперпозицій
Метод суперпозицій (англ. superposition method, нім. Methode f der Superpositionen) – застосування принципу суперпозиції для визначення результуючого ефекту від діяння складових складного процесу, які взаємно не впливають одна на одну. За цим принципом результуючий ефект для зазначених умов визначається як сума ефектів, які викликаються кожним діянням окремо. 
Метод застосовний до систем, поведінка яких описується лінійними рівняннями. 
Відіграє значну роль у механіці, теорії коливань, теорії електричних кіл, теорії полів, квантовій механіці, інших розділах фізики та техніки. 